# Sotero (nome)
Sotero  è un nome proprio di persona italiano maschile.

## Varianti
- Maschili: Sotere[1][2]
- Femminili: Sotera[1]

### Varianti in altre lingue
- Basco: Xoter[3], Sotero
- Bulgaro: Сотер (Soter)
- Catalano: Soter[3]
- Greco moderno: Σωτήριος (Sōtīrios)[4], Σωτήρης (Sōtīrīs)[4]
  - Ipocoristici: Σώτος (Sōtos)[4]
  - Femminili: Σωτηρία (Sōtīria)[4], Σωτηρούλα (Sōtīroula)[4]
- Latino: Soter, Soterius
- Polacco: Soter
- Portoghese: Sotero
- Russo: Сотер (Soter)
- Serbo: Сотер (Soter)
- Spagnolo: Sotero[3]
- Ucraino: Сотер (Soter)
- Ungherese: Szótér

## Origine e diffusione
Deriva dal termine greco σωτήρ (sōtḗr), che significa "salvatore" (da σῴζω, sōízō, "salvare"); mentre per significato è quindi analogo al nome Salvatore.
Inizialmente tipico degli ambienti pagani - era un titolo dato a Zeus - questo nome è stato successivamente adottato dai primi cristiani, che lo usarono anche come epiteto per Gesù.

## Onomastico
L'onomastico ricorre il 22 aprile per la memoria di san Sotero o Sotere, papa.
La forma femminile può invece festeggiarlo in ricordo di santa Sotera o Sotere, vergine e martire a Roma sotto Diocleziano, ricordata l'11 febbraio (o il 10).

## Persone
- Sotero, Papa

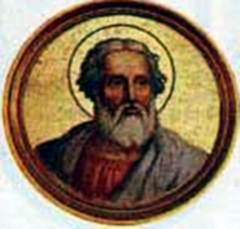
Papa Sotero

- Sotero, vescovo di Napoli nel V secolo
- Sotero Aranguren, calciatore argentino naturalizzato spagnolo

### Variante Sōtīrīs

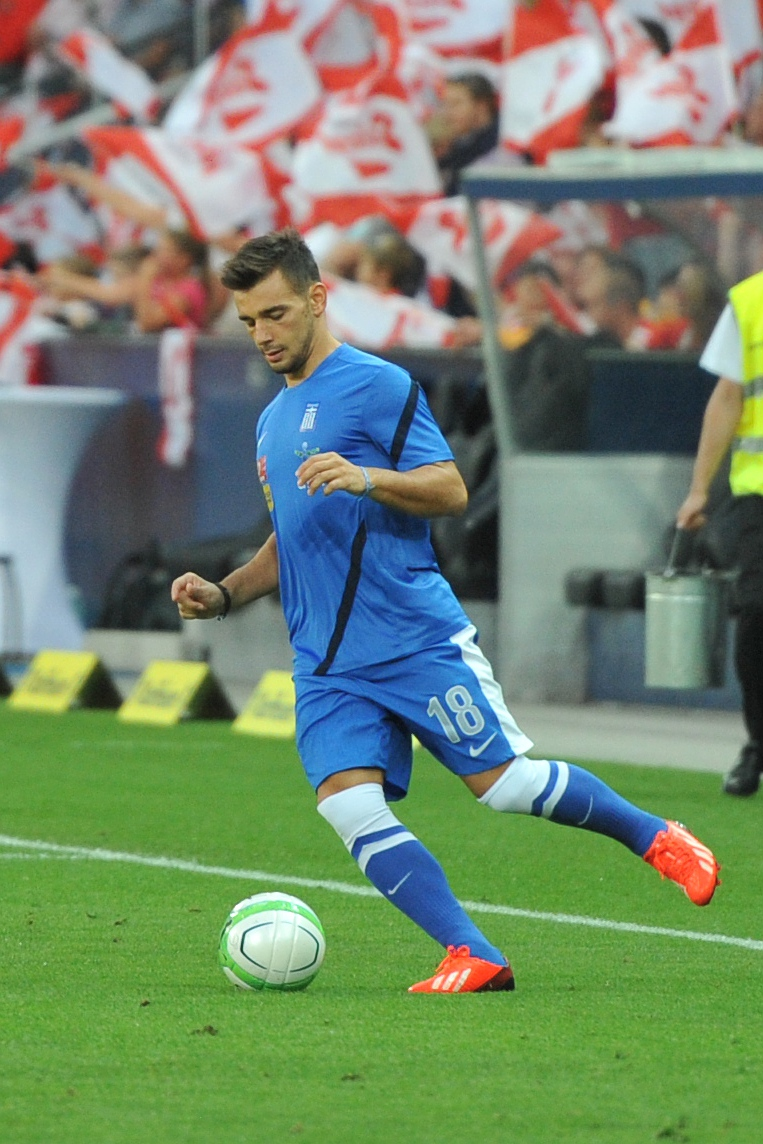
Sōtīrīs Ninīs

- Sōtīrīs Despotopoulos, calciatore greco
- Sōtīrīs Gkioulekas, cestista greco
- Sōtīrīs Kaïafas, calciatore cipriota
- Sōtīrīs Kyrgiakos, calciatore greco
- Sōtīrīs Ninīs, calciatore greco
- Sōtīrīs Tsikkos, calciatore cipriota

### Variante Sōtīrios

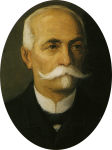
Sotirios Sotiropoulos

- Sotirios Athanasopoulos, ginnasta greco
- Sōtīrios Krokidas, politico greco
- Sotirios Sotiropoulos, politico greco
- Sotirios Versis, atleta e sollevatore greco